# Phyllachora tropicalis
Phyllachora tropicalis är en svampart som beskrevs av Speg. 1880. Phyllachora tropicalis ingår i släktet Phyllachora och familjen Phyllachoraceae.   Inga underarter finns listade i Catalogue of Life.